# Тарлыкский район
 Тарлыкский райо́н — административно-территориальная единица в Автономной области немцев Повольжья, существовавшая в 1921—1922 годах.
Административный центр — село Вольское (Куккус).
Население  Тарлыкского райо́на в 1922 г. (по данным Облстатуправления на 1 января):
| Населенный пункт        | Число жителей |
| ----------------------- | ------------- |
| Березовка               | 2 102         |
| Вольское                | 2 228         |
| Казицкое                | 2 640         |
| Кеппенталь (менн. села) | 1 735         |
| Поповкина               | 1 400         |
| Степное                 | 2 076         |
| Тарлык                  | 1 849         |
| Тарлыковка              | 1 709         |
| Зауморье                | 1 336         |
| Яблоновка               | 1 730         |
| ИТОГО по району         | 18 805        |

22 июня 1922 г.  Тарлыкский район был преобразован в Куккусский кантон.